# ユーラシアン
ユーラシアン（Eurasian）またはユーラシア人、欧亜混血（おうあこんけつ）は、白人とアジア人との混血の人たちを指す。人種的にはコーカソイドとモンゴロイドの混血、特に先史時代の混血によって生まれた民族を指す。元来ユーラシアンと呼ばれる人々は中央アジア（トルキスタン）のテュルク系民族や西シベリアのウラル系民族（ウゴル語族など)もANE系統（コーカソイド）の遺伝子を受け継ぐユーラシアンである。フィン人も父系はアジア系のハプログループN系統であり、ユーラシアンに含まれる場合もある。一般的に、国際結婚などで生まれた場合はユーラシアンには該当しない。フィリピンなどかつて植民地だった国には、旧宗主国とのユーラシアンも多い。